# 隆布勒伊
隆布勒伊（法語：Lombreuil，法語發音：[lɔ̃bʁœj]）是法国卢瓦雷省的一个市镇，位于该省东部，属于蒙塔日区。

## 地理
隆布勒伊（47°56'27"N, 2°37'52"E）面积7.56 平方千米，位于法国中央-卢瓦尔河谷大区卢瓦雷省，该省份为法国中北部省份，北起埃松省，西北接厄尔-卢瓦省，西南接卢瓦-谢尔省，南至涅夫勒省和谢尔省，东临约讷省，东北接塞纳-马恩省。
与隆布勒伊接壤的市镇（或旧市镇、城区）包括：于亚尔河畔舍维永、加蒂奈地区乌苏瓦、蒂莫里、维莫里。

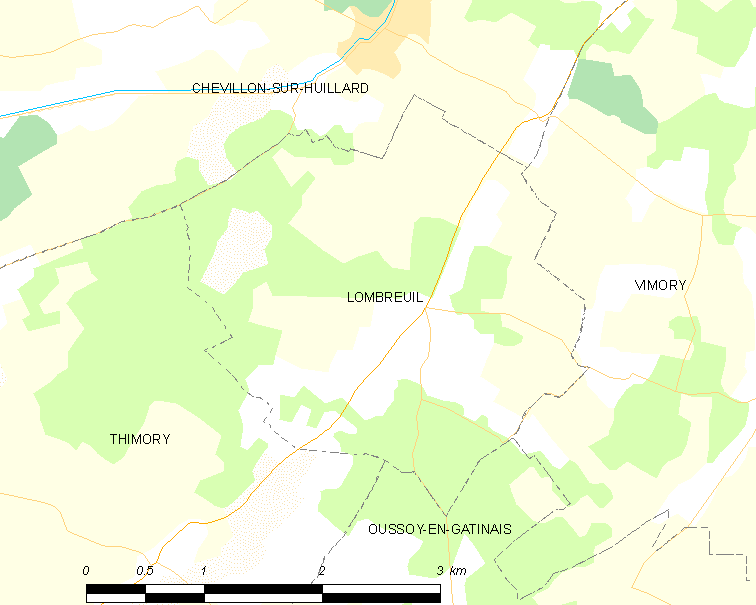
隆布勒伊的OSM定位图

隆布勒伊的时区为UTC+01:00、UTC+02:00（夏令时）。

## 行政
隆布勒伊的邮政编码为45700，INSEE市镇编码为45185。

## 政治
隆布勒伊所属的省级选区为蒙塔日县。

## 人口

1962-2008年间隆布勒伊人口变化图示

隆布勒伊于2022年1月1日时的人口数量为304人。